# Louis Janssen (peintre)
Louis Janssen, dit Loujan, né à Liège en 1921 et mort dans sa ville natale en 1999, est un peintre, dessinateur et aquarelliste belge. Il est le fils du peintre Ludovic Janssen.

## Biographie
Louis Walthère Florent Janssen, né le 31 mars 1921 et baptisé du nom de son grand-père paternel, acquiert ses premières notions de peinture et de dessin avec son père, le peintre Ludovic Janssen, puis il suit des cours du soir à l'Académie royale des beaux-arts de Liège, où il a pour professeurs Joseph Bonvoisin et Robert Crommelynck,,. Pour se différencier de son père, il se spécialise dans l'aquarelle, il se consacre dans un premier temps surtout à la Fagne et il adopte le pseudonyme Loujan, qu'il utilise pour signer ses œuvres,.

## Œuvre
Peintre de paysage, il utilise principalement l'aquarelle,,. Il dépeint la Fagne mais aussi d'autres espaces géographiques de la Belgique (Liège, Ostende, la Campine, etc.) ainsi que diverses régions de France, comme la Bretagne, l'Auvergne, la Provence et l'Aveyron, d'Italie ou d'Espagne,.
Des œuvres de Loujan sont présentes dans les collections du Musée de l'art wallon (La Boverie), de la ville de Liège et de la Province de Liège,,,.

## Expositions
Il a exposé à de nombreuses reprises aux Cercle royal des Beaux-Arts à Liège et à Verviers, à des salons d'ensemble à Bruxelles et Charleroi, et au Salon des Artistes français en 1962 et 1963,,. Il a également participé au salon quadriennal de Gand de 1946 à 1950.

## Prix et distinctions
- 1949 : prix Marie[3].
- 1970 : prix de l'aquarelle Léon Volders[3].
- 1980 : prix Conrad Chapman[3].
- 1981 : prix Debrouck[3].

## Réception critique
« Loujan capte fort bien, grâce à des coloris respectueux des valeurs, l'atmosphère mélancolique de la Fagne, écrasée sous un ciel bas ou noyée dans la brume. »

— Jacques Hendrick